# Équipe des Pays-Bas des moins de 19 ans de football
Cet article traite de l'équipe masculine. Pour l'équipe féminine, voir Équipe des Pays-Bas féminine de football des moins de 19 ans.
Maillots
L'équipe des Pays-Bas de football des moins de 19 ans est constituée par une sélection des meilleurs joueurs néerlandais de moins de 19 ans sous l'égide de la fédération des Pays-Bas de football.

## Parcours

### Parcours en Championnat d'Europe
- 2002 : Non qualifiée
- 2003 : Non qualifiée
- 2004 : Non qualifiée
- 2005 : Non qualifiée
- 2006 : Non qualifiée
- 2007 : Non qualifiée
- 2008 : Non qualifiée
- 2009 : Non qualifiée
- 2010 : 1er tour
- 2011 : Non qualifiée
- 2012 : Non qualifiée
- 2013 : 1er tour
- 2014 : Non qualifiée
- 2015 : 1er tour
- 2016 : 1er tour
- 2017 : Demi-finaliste
- 2018 : Non qualifiée
- 2019 : Non qualifiée
- 2020 - 2021 : Editions annulées
- 2022 : Non qualifiée
- 2023 : Non qualifiée
- 2025 : Vainqueur

## Effectif en 2022
Les joueurs suivants ont été appelés pour disputer une série de matches dans le cadre des éliminatoires du Championnat d'Europe de football des moins de 19 ans 2022 contre la Serbie le 1 juin 2022, la Norvège le 4 juin 2022 et l'Ukraine le 7 juin 2022.
Gardiens
- Devin Remie
- Robin Roefs
- Dani van den Heuvel
- Aron van Lare

Défenseurs
- Olivier Aertssen
- Prince Aning
- Mimeirhel Benita
- Solomon Bonnah
- Livano Comenencia
- Julius Dirksen
- Wouter Goes
- Rio Hillen
- Justin Hubner
- Koen Jansen
- Farouq Limouri
- Jenson Seelt
- Timo Zaal

Milieux
- Jafar Bynoe
- Gabi Caschili
- Fedde de Jong
- Lennard Hartjes
- Dylan Hopman
- Mylian Jimenez
- Nick Koster
- Mohamed Nassoh
- Xavi Simons

Attaquants
- Devin Haen
- Iggy Houben
- Layee Kromah
- Ar'jany Martha
- Noah Ohio
- Ernest Poku
- Mees Rijks
- Bayron Strijdonck
- Tristan van Gilst